# Gui (kärl)

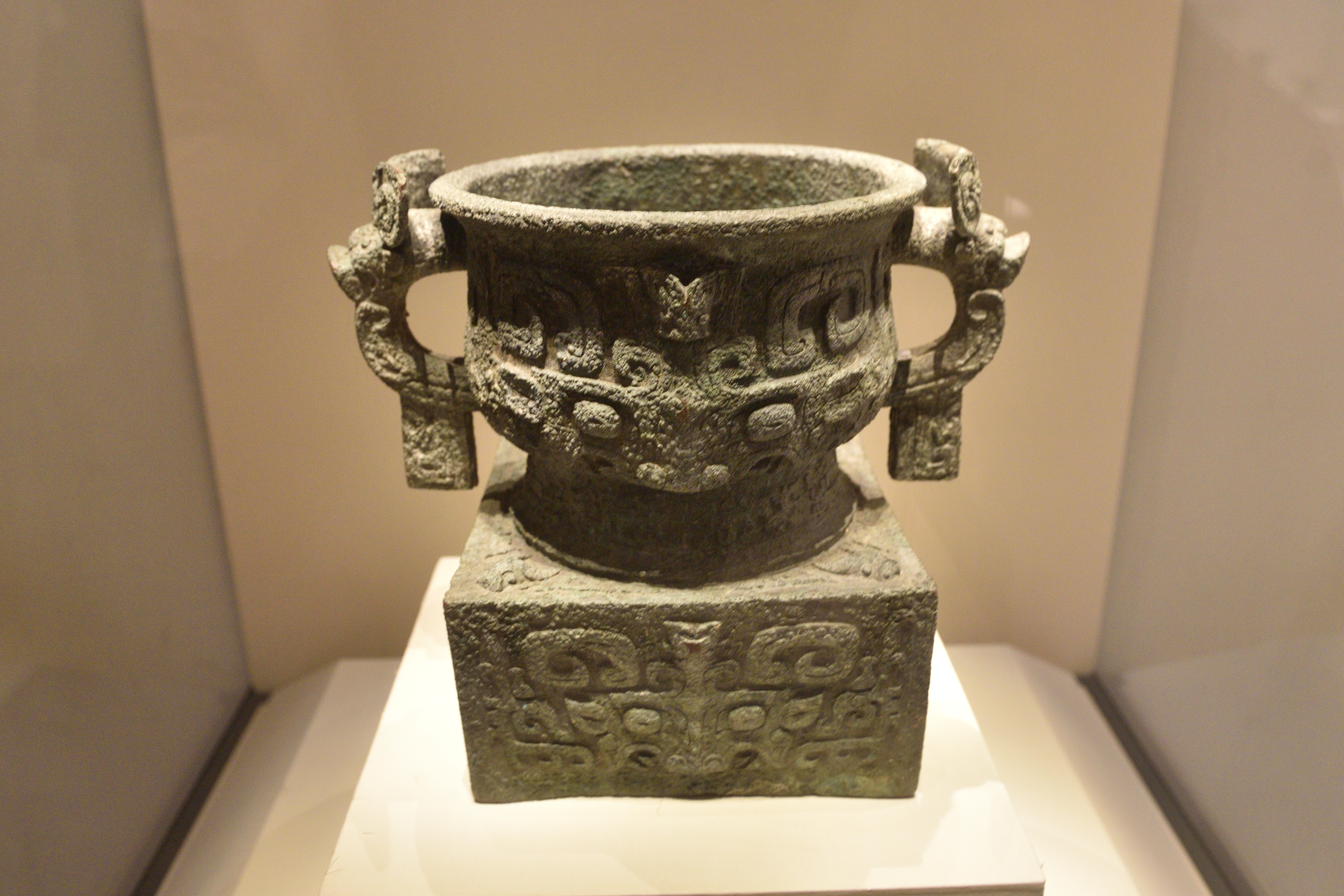
Bronskärlet Li gui (利簋) som har inskriptioner som beskriver Slaget vid Muye.

Gui (簋; guǐ) är ett antikt kinesiskt rituellt bronskärl. En gui har en komprimerad klotformad kropp upphöjd på en midjefot, med ett par öglehandtag vanligtvis dekorerade med djurhuvuden. Den vanliga varianten har rund fot även kallad Quanzu gui (圈足簋). Den kan även ha kvadratisk fot och kallas då Fangzuo gui (方座簋). En gui kan ha två, tre och även fyra handtag, och kallas med fyra handtag för Sier gui (四耳簋)